# Fase final da Copa Sul-Americana de 2025
A fase final da Copa Sul-Americana de 2025 será disputada entre 16 de julho e 22 de novembro, compreendendo as disputas dos playoffs, oitavas de final, quartas de final, semifinal e final.
A partida final da competição acontecerá em 22 de novembro, no Estádio Ramón Tahuichi Aguilera, em Santa Cruz de la Sierra, na Bolívia.

## Critérios de desempate
As equipes se enfrentam em partidas eliminatórias de ida e volta, classificando-se a que soma o maior número de pontos. Persistindo o empate, a vaga é definida em disputa por pênaltis.
Na final, disputada em partida única, caso haja igualdade no saldo de gols é disputada uma prorrogação de 30 minutos. Se ainda assim não houver definição, há disputa por pênaltis.

## Esquema

### Playoffs
Equipe 1 possui o mando de campo no primeiro jogo e em negrito as equipes classificadas.
| Chave | Equipe 1                | Total       | Equipe 2         | 1.º jogo | 2.º jogo |
| ----- | ----------------------- | ----------- | ---------------- | -------- | -------- |
| A     | Alianza Lima            | 3–1         | Grêmio           | 2–0      | 1–1      |
| B     | San Antonio Bulo Bulo   | 0–7         | Once Caldas      | 0–3      | 0–4      |
| C     | Atlético Bucaramanga    | 1–1 (1–3 p) | Atlético Mineiro | 0–1      | 1–0      |
| D     | Bolívar                 | 6–0         | Palestino        | 3–0      | 3–0      |
| E     | Bahia                   | 0–2         | América de Cali  | 0–0      | 0–2      |
| F     | Independiente del Valle | 5–1         | Vasco da Gama    | 4–0      | 1–1      |
| G     | Universidad de Chile    | 6–2         | Guaraní          | 5–0      | 1–2      |
| H     | Central Córdoba         | 3–0         | Cerro Largo      | 0–0      | 3–0      |

### Fases finais
As equipes que estão na parte superior do confronto possuem o mando de campo no primeiro jogo e em negrito as equipes classificadas.
|  | Oitavas de final              | Oitavas de final  | Oitavas de final  | Oitavas de final  |                         |  | Quartas de final    | Quartas de final    | Quartas de final    | Quartas de final    |  |  | Semifinais         | Semifinais         | Semifinais         | Semifinais         |  |  | Final          | Final          |
|  | 12 a 21 de agosto             | 12 a 21 de agosto | 12 a 21 de agosto | 12 a 21 de agosto |                         |  | 16 a 25 de setembro | 16 a 25 de setembro | 16 a 25 de setembro | 16 a 25 de setembro |  |  | 21 a 30 de outubro | 21 a 30 de outubro | 21 a 30 de outubro | 21 a 30 de outubro |  |  | 22 de novembro | 22 de novembro |
|  |                               |                   |                   |                   |                         |  |                     |                     |                     |                     |  |  |                    |                    |                    |                    |  |  |                |                |
|  | Alianza Lima                  | 2                 |                   |                   |                         |  |                     |                     |                     |                     |  |  |                    |                    |                    |                    |  |  |                |                |
|  | Universidad Católica          | 0                 |                   |                   |                         |  |                     |                     |                     |                     |  |  |                    |                    |                    |                    |  |  |                |                |
|  | Universidad Católica          | 0                 |                   |                   |                         |  |                     |                     |                     |                     |  |  |                    |                    |                    |                    |  |  |                |                |
|  |                               |                   |                   |                   |                         |  |                     |                     |                     |                     |  |  |                    |                    |                    |                    |  |  |                |                |
|  |                               |                   |                   |                   |                         |  |                     |                     |                     |                     |  |  |                    |                    |                    |                    |  |  |                |                |
|  | Universidad de Chile          | 1                 |                   |                   |                         |  |                     |                     |                     |                     |  |  |                    |                    |                    |                    |  |  |                |                |
|  | Universidad de Chile          | 1                 |                   |                   |                         |  |                     |                     |                     |                     |  |  |                    |                    |                    |                    |  |  |                |                |
|  | Independiente                 | 0                 |                   |                   |                         |  |                     |                     |                     |                     |  |  |                    |                    |                    |                    |  |  |                |                |
|  | Independiente                 | 0                 |                   |                   |                         |  |                     |                     |                     |                     |  |  |                    |                    |                    |                    |  |  |                |                |
|  |                               |                   |                   |                   |                         |  |                     |                     |                     |                     |  |  |                    |                    |                    |                    |  |  |                |                |
|  |                               |                   |                   |                   |                         |  |                     |                     |                     |                     |  |  |                    |                    |                    |                    |  |  |                |                |
|  | Central Córdoba               | 1                 |                   |                   |                         |  |                     |                     |                     |                     |  |  |                    |                    |                    |                    |  |  |                |                |
|  | Central Córdoba               | 1                 |                   |                   |                         |  |                     |                     |                     |                     |  |  |                    |                    |                    |                    |  |  |                |                |
|  | Lanús                         | 0                 |                   |                   |                         |  |                     |                     |                     |                     |  |  |                    |                    |                    |                    |  |  |                |                |
|  | Lanús                         | 0                 | Argentina         |                   |                         |  |                     |                     |                     |                     |  |  |                    |                    |                    |                    |  |  |                |                |
|  |                               |                   |                   |                   |                         |  |                     |                     |                     |                     |  |  |                    |                    |                    |                    |  |  |                |                |
|  |                               | Fluminense        |                   |                   |                         |  |                     |                     |                     |                     |  |  |                    |                    |                    |                    |  |  |                |                |
|  | América de Cali               | 1                 | 0                 | 1                 |                         |  |                     |                     |                     |                     |  |  |                    |                    |                    |                    |  |  |                |                |
|  | América de Cali               | 1                 | 0                 | 1                 |                         |  |                     |                     |                     |                     |  |  |                    |                    |                    |                    |  |  |                |                |
|  | Fluminense                    | 2                 | 2                 | 4                 |                         |  |                     |                     |                     |                     |  |  |                    |                    |                    |                    |  |  |                |                |
|  | Fluminense                    | 2                 | 2                 | 4                 |                         |  |                     |                     |                     |                     |  |  |                    |                    |                    |                    |  |  |                |                |
|  |                               |                   |                   |                   |                         |  |                     |                     |                     |                     |  |  |                    |                    |                    |                    |  |  |                |                |
|  |                               |                   |                   |                   |                         |  |                     |                     |                     |                     |  |  |                    |                    |                    |                    |  |  |                |                |
|  | Bolívar                       | 2                 |                   |                   |                         |  |                     |                     |                     |                     |  |  |                    |                    |                    |                    |  |  |                |                |
|  | Bolívar                       | 2                 |                   |                   |                         |  |                     |                     |                     |                     |  |  |                    |                    |                    |                    |  |  |                |                |
|  | Cienciano                     | 0                 |                   |                   |                         |  |                     |                     |                     |                     |  |  |                    |                    |                    |                    |  |  |                |                |
|  | Cienciano                     | 0                 |                   |                   |                         |  |                     |                     |                     |                     |  |  |                    |                    |                    |                    |  |  |                |                |
|  |                               |                   |                   |                   |                         |  |                     |                     |                     |                     |  |  |                    |                    |                    |                    |  |  |                |                |
|  |                               |                   |                   |                   |                         |  |                     |                     |                     |                     |  |  |                    |                    |                    |                    |  |  |                |                |
|  | Atlético Mineiro              | 2                 |                   |                   |                         |  |                     |                     |                     |                     |  |  |                    |                    |                    |                    |  |  |                |                |
|  | Atlético Mineiro              | 2                 |                   |                   |                         |  |                     |                     |                     |                     |  |  |                    |                    |                    |                    |  |  |                |                |
|  | Godoy Cruz                    | 1                 |                   |                   |                         |  |                     |                     |                     |                     |  |  |                    |                    |                    |                    |  |  |                |                |
|  | Godoy Cruz                    | 1                 |                   |                   |                         |  |                     |                     |                     |                     |  |  |                    |                    |                    |                    |  |  |                |                |
|  |                               |                   |                   |                   |                         |  |                     |                     |                     |                     |  |  |                    |                    |                    |                    |  |  |                |                |
|  |                               |                   |                   |                   |                         |  |                     |                     |                     |                     |  |  |                    |                    |                    |                    |  |  |                |                |
|  | Independiente del Valle (pen) | 1                 | 1                 | 2 (4)             |                         |  |                     |                     |                     |                     |  |  |                    |                    |                    |                    |  |  |                |                |
|  | Independiente del Valle (pen) | 1                 | 1                 | 2 (4)             |                         |  |                     |                     |                     |                     |  |  |                    |                    |                    |                    |  |  |                |                |
|  | Mushuc Runa                   | 0                 | 2                 | 2 (2)             |                         |  |                     |                     |                     |                     |  |  |                    |                    |                    |                    |  |  |                |                |
|  | Mushuc Runa                   | 0                 | 2                 | 2 (2)             | Independiente del Valle |  |                     |                     |                     |                     |  |  |                    |                    |                    |                    |  |  |                |                |
|  |                               |                   |                   |                   |                         |  |                     |                     |                     |                     |  |  |                    |                    |                    |                    |  |  |                |                |
|  |                               | Once Caldas       |                   |                   |                         |  |                     |                     |                     |                     |  |  |                    |                    |                    |                    |  |  |                |                |
|  | Once Caldas                   | 1                 | 3                 | 4                 |                         |  |                     |                     |                     |                     |  |  |                    |                    |                    |                    |  |  |                |                |
|  | Once Caldas                   | 1                 | 3                 | 4                 |                         |  |                     |                     |                     |                     |  |  |                    |                    |                    |                    |  |  |                |                |
|  | Huracán                       | 0                 | 1                 | 1                 |                         |  |                     |                     |                     |                     |  |  |                    |                    |                    |                    |  |  |                |                |

## Playoffs
As partidas de ida serão disputadas de 15 a 17 de julho, e as partidas de volta serão disputadas de 22 a 24 de julho de 2025.

### Chave A
| 16 de julho   | Alianza Lima                  | 2 – 0     | Grêmio | Estádio Alejandro Villanueva, Lima         |
| 19:30 (UTC−5) | Gentile 58' · E. Castillo 61' | Relatório |        | Público: 23 320 Árbitro: COL Wilmar Roldán |

| 23 de julho   | Grêmio              | 1 – 1     | Alianza Lima | Arena do Grêmio, Porto Alegre              |
| 21:30 (UTC−3) | Gustavo Martins 56' | Relatório | Barcos 90+6' | Público: 46 237 Árbitro: ARG Darío Herrera |

Alianza Lima venceu por 3–1 no placar agregado.

### Chave B
| 16 de julho   | San Antonio Bulo Bulo | 0 – 3     | Once Caldas                         | Estádio Félix Capriles, Cochabamba         |
| 20:30 (UTC−4) |                       | Relatório | Zapata 50' · Moreno 85' · Gómez 88' | Público: 1 389 Árbitro: ECU Augusto Aragón |

| 23 de julho   | Once Caldas                                          | 4 – 0     | San Antonio Bulo Bulo | Estádio Palogrande, Manizales                |
| 19:30 (UTC−5) | Barrios 7' · Zuleta 11' · Quiñones 85' · Gómez 90+1' | Relatório |                       | Público: 15 126 Árbitro: CHI Felipe González |

Once Caldas venceu por 7–0 no placar agregado.

### Chave C
| 17 de julho   | Atlético Bucaramanga | 0 – 1     | Atlético Mineiro | Estádio Américo Montanini, Bucaramanga     |
| 19:30 (UTC−5) |                      | Relatório | Hulk 68' (pen.)  | Público: 9 762 Árbitro: VEN Alexis Herrera |

| 24 de julho   | Atlético Mineiro | 0 – 1     | Atlético Bucaramanga | Arena MRV, Belo Horizonte                     |
| 21:30 (UTC−3) |                  | Relatório | Mena 45'             | Público: 22 153 Árbitro: URU Esteban Ostojich |

|                                                    |       | Penalidades              |  |
| Hulk Gustavo Scarpa Bernard Gabriel Menino Éverson | 3 – 1 | Chávez Henao Mena Zárate |  |

1–1 no agregado. Atlético Mineiro venceu por 3–1 nos pênaltis.

### Chave D
| 16 de julho   | Bolívar                                                        | 3 – 0     | Palestino | Estádio Hernando Siles, La Paz               |
| 18:00 (UTC−4) | Robson Matheus 58' · Cauteruccio 90+10' (pen.) · Melgar 90+13' | Relatório |           | Público: 22 190 Árbitro: BRA Flávio de Souza |

| 23 de julho   | Palestino | 0 – 3     | Bolívar                                    | Estádio Nacional, Santiago               |
| 18:00 (UTC−4) |           | Relatório | Cataño 24' · Sagredo 28' · Cauteruccio 66' | Público: 4 746 Árbitro: PAR Derlis López |

Bolívar venceu por 6–0 no placar agregado.

### Chave E
| 15 de julho   | Bahia | 0 – 0     | América de Cali | Arena Fonte Nova, Salvador                  |
| 21:30 (UTC−3) |       | Relatório |                 | Público: 31 485 Árbitro: URU Andrés Matonte |

| 22 de julho   | América de Cali            | 2 – 0     | Bahia | Estádio Pascual Guerrero, Cáli                   |
| 19:30 (UTC−5) | Murillo 28' · Garcés 90+6' | Relatório |       | Público: 20 418 Árbitro: ARG Maximiliano Ramírez |

América de Cali venceu por 2–0 no placar agregado.

### Chave F
| 15 de julho   | Independiente del Valle                           | 4 – 0     | Vasco da Gama | Estádio Olímpico Atahualpa, Quito        |
| 19:30 (UTC−5) | Carabajal 45+3' · Mercado 49', 82' · Spinelli 51' | Relatório |               | Público: 2 586 Árbitro: PER Kevin Ortega |

| 22 de julho   | Vasco da Gama | 1 – 1     | Independiente del Valle | Estádio São Januário, Rio de Janeiro     |
| 21:30 (UTC−3) | Vegetti 66'   | Relatório | Spinelli 37'            | Público: 9 176 Árbitro: COL Andrés Rojas |

Independiente del Valle venceu por 5–1 no placar agregado.

### Chave G
| 17 de julho   | Universidad de Chile                                                            | 5 – 0     | Guaraní | Estádio Nacional, Santiago                      |
| 18:00 (UTC−4) | Aránguiz 22' (pen.) · Altamirano 57' · Assadi 60' · Hormazábal 65' · Guerra 87' | Relatório |         | Público: 39 865 Árbitro: ARG Leandro Rey Hilfer |

| 24 de julho   | Guaraní          | 2 – 1     | Universidad de Chile | Estádio General Pablo Rojas, Assunção     |
| 19:00 (UTC−3) | Torales 84', 89' | Relatório | Assadi 17'           | Público: 1 160 Árbitro: BRA Raphael Claus |

Universidad de Chile venceu por 6–2 no placar agregado.

### Chave H
| 15 de julho   | Central Córdoba | 0 – 0     | Cerro Largo | Estádio Único, Santiago del Estero         |
| 19:00 (UTC−3) |                 | Relatório |             | Público: 11 222 Árbitro: PER Roberto Pérez |

| 22 de julho   | Cerro Largo | 0 – 3     | Central Córdoba                         | Estádio Campeón del Siglo, Montevidéu        |
| 19:00 (UTC−3) |             | Relatório | Perelló 14' · Heredia 58' · Barrera 90' | Público: 1 267 Árbitro: BRA Anderson Daronco |

Central Córdoba venceu por 3–0 no placar agregado.

## Oitavas de final
Equipe 1 possui o mando de campo no primeiro jogo e em negrito as equipes classificadas.
| Chave | Equipe 1                | Total       | Equipe 2             | 1.º jogo | 2.º jogo |
| ----- | ----------------------- | ----------- | -------------------- | -------- | -------- |
| A     | Alianza Lima            |             | Universidad Católica | 2–0      | 20 ago   |
| B     | Bolívar                 |             | Cienciano            | 2–0      | 20 ago   |
| C     | Once Caldas             | 4–1         | Huracán              | 1–0      | 3–1      |
| D     | América de Cali         | 1–4         | Fluminense           | 1–2      | 0–2      |
| E     | Central Córdoba         |             | Lanús                | 1–0      | 21 ago   |
| F     | Independiente del Valle | 2–2 (4–2 p) | Mushuc Runa          | 1–0      | 1–2      |
| G     | Atlético Mineiro        |             | Godoy Cruz           | 2–1      | 21 ago   |
| H     | Universidad de Chile    |             | Independiente        | 1–0      | 20 ago   |

### Chave A
| 13 de agosto  | Alianza Lima     | 2 – 0     | Universidad Católica | Estádio Alejandro Villanueva, Lima              |
| 19:30 (UTC−5) | Cantero 76', 87' | Relatório |                      | Público: 26 351 Árbitro: ARG Leandro Rey Hilfer |

| 20 de agosto  | Universidad Católica | –         | Alianza Lima | Estádio Olímpico Atahualpa, Quito |
| 19:30 (UTC−5) |                      | Relatório |              | Árbitro: BRA Flávio de Souza      |

### Chave B
| 13 de agosto  | Bolívar                         | 2 – 0     | Cienciano | Estádio Hernando Siles, La Paz           |
| 18:00 (UTC−4) | Cauteruccio 20' · Batallini 58' | Relatório |           | Público: 22 510 Árbitro: COL Jhon Ospina |

| 20 de agosto  | Cienciano | –         | Bolívar | Estádio Inca Garcilaso de la Vega, Cusco |
| 17:00 (UTC−5) |           | Relatório |         | Árbitro: ECU Augusto Aragón              |

### Chave C
| 12 de agosto  | Once Caldas       | 1 – 0     | Huracán | Estádio Palogrande, Manizales             |
| 17:00 (UTC−5) | Moreno 57' (pen.) | Relatório |         | Público: 16 954 Árbitro: BRA Ramon Abatti |

| 19 de agosto  | Huracán             | 1 – 3     | Once Caldas                   | Estádio Tomás Adolfo Ducó, Buenos Aires |
| 19:00 (UTC−3) | Miljevic 39' (pen.) | Relatório | Moreno 40', 88' · Barrios 65' | Árbitro: BRA Paulo Zanovelli            |

Once Caldas venceu por 4–1 no placar agregado.

### Chave D
| 12 de agosto  | América de Cali | 1 – 2     | Fluminense                       | Estádio Pascual Guerrero, Cáli              |
| 19:30 (UTC−5) | Barrios 90+3'   | Relatório | Candelo 7' (g.c.) · Canobbio 15' | Público: 33 424 Árbitro: CHI Cristian Garay |

| 19 de agosto  | Fluminense                 | 2 – 0     | América de Cali | Estádio do Maracanã, Rio de Janeiro |
| 21:30 (UTC−3) | Serna 23' · Martinelli 56' | Relatório |                 | Árbitro: VEN Alexis Herrera         |

Fluminense venceu por 4–1 no placar agregado.

### Chave E
| 14 de agosto  | Central Córdoba | 1 – 0     | Lanús | Estádio Único, Santiago del Estero        |
| 21:30 (UTC−3) | Verón 58'       | Relatório |       | Público: 11 763 Árbitro: PER Kevin Ortega |

| 21 de agosto  | Lanús | –         | Central Córdoba | Estádio La Fortaleza, Lanús |
| 21:30 (UTC−3) |       | Relatório |                 | Árbitro: CHI Cristian Garay |

### Chave F
| 12 de agosto  | Independiente del Valle | 1 – 0     | Mushuc Runa | Estádio Banco Guayaquil, Quito          |
| 19:30 (UTC−5) | Spinelli 19'            | Relatório |             | Público: 2 526 Árbitro: BOL Gery Vargas |

| 19 de agosto  | Mushuc Runa               | 2 – 1     | Independiente del Valle | Estádio Olímpico Atahualpa, Quito |
| 19:30 (UTC−5) | Chalá 45+2' · Penilla 71' | Relatório | Hoyos 90+10'            | Árbitro: BRA Edina Alves          |

|                                 |       | Penalidades                      |  |
| Penilla Tapiero L. Arce Delgado | 2 – 4 | Sornoza Spinelli Mercado Schunke |  |

2–2 no agregado. Independiente del Valle venceu por 4–2 nos pênaltis.

### Chave G
| 14 de agosto  | Atlético Mineiro      | 2 – 1     | Godoy Cruz | Arena MRV, Belo Horizonte                   |
| 19:00 (UTC−3) | Cuello 67' · Hulk 89' | Relatório | Andino 37' | Público: 23 247 Árbitro: VEN Alexis Herrera |

| 21 de agosto  | Godoy Cruz | –         | Atlético Mineiro | Estádio Malvinas Argentinas, Mendoza |
| 19:00 (UTC−3) |            | Relatório |                  | Árbitro: CHI Felipe González         |

### Chave H
| 13 de agosto  | Universidad de Chile | 1 – 0     | Independiente | Estádio Nacional, Santiago                    |
| 20:30 (UTC−4) | Assadi 36'           | Relatório |               | Público: 44 105 Árbitro: BRA Anderson Daronco |

| 20 de agosto  | Independiente | –         | Universidad de Chile | Estádio Libertadores de América, Avellaneda |
| 21:30 (UTC−3) |               | Relatório |                      | Árbitro: URU Gustavo Tejera                 |

## Quartas de final
Equipe 1 possui o mando de campo no primeiro jogo e em negrito as equipes classificadas.
| Chave | Equipe 1   | Total | Equipe 2    | 1.º jogo  | 2.º jogo  |
| ----- | ---------- | ----- | ----------- | --------- | --------- |
| S1    | Vencedor H |       | Vencedor A  | 16–18 set | 23–25 set |
| S2    | Vencedor G |       | Vencedor B  | 16–18 set | 23–25 set |
| S3    | Vencedor F |       | Once Caldas | 16–18 set | 23–25 set |
| S4    | Vencedor E |       | Vencedor D  | 16–18 set | 23–25 set |

### Chave S1
|         | Vencedor H | – | Vencedor A |  |
| --:-- - |            |   |            |  |

|         | Vencedor A | – | Vencedor H |  |
| --:-- - |            |   |            |  |

### Chave S2
|         | Vencedor G | – | Vencedor B |  |
| --:-- - |            |   |            |  |

|         | Vencedor B | – | Vencedor G |  |
| --:-- - |            |   |            |  |

### Chave S3
|               | Independiente del Valle | – | Once Caldas |  |
| --:-- (UTC−5) |                         |   |             |  |

|               | Once Caldas | – | Independiente del Valle |  |
| --:-- (UTC−5) |             |   |                         |  |

### Chave S4
|               | Vencedor E | – | Fluminense |  |
| --:-- (UTC−3) |            |   |            |  |

|               | Fluminense | – | Vencedor E |  |
| --:-- (UTC−3) |            |   |            |  |

## Semifinais
Equipe 1 possui o mando de campo no primeiro jogo e em negrito as equipes classificadas.
| Chave | Equipe 1    | Total | Equipe 2    | 1.º jogo  | 2.º jogo  |
| ----- | ----------- | ----- | ----------- | --------- | --------- |
| F1    | Vendedor S4 |       | Vencedor S1 | 21–23 out | 28–30 out |
| F2    | Vendedor S3 |       | Vencedor S2 | 21–23 out | 28–30 out |

### Chave F1
|         | Vencedor S4 | – | Vencedor S1 |  |
| --:-- - |             |   |             |  |

|         | Vencedor S1 | – | Vencedor S4 |  |
| --:-- - |             |   |             |  |

### Chave F2
|         | Vencedor S3 | – | Vencedor S2 |  |
| --:-- - |             |   |             |  |

|         | Vencedor S2 | – | Vencedor S3 |  |
| --:-- - |             |   |             |  |

## Final
| 22 de novembro | F1 | – | F2 | Estádio Ramón Tahuichi Aguilera, Santa Cruz |
| (UTC−4)        |    |   |    |                                             |